# 甪直堂
甪直堂全名苏州市吴中区甪直基督教堂，位于中国江苏省苏州市吴中区甪直镇东市上塘街174-1号（甪直古镇内）。甪直堂于1939年建堂，2003年重建，期间曾在1950年4月至1954年12月被作为甪直派出所使用。

## 图册
- 内景
- 甪直派出所旧址标牌
- 告示